# Ère Tenpyō-hōji
L'ère Tenpyō-hōji (天平宝字) est une des ères du Japon (年号,, nengō,, lit. « nom de l'année ») après l'ère Tenpyō-shōhō et avant l'ère Tenpyō-jingo. Cette ère couvre la période allant du mois d'août 757 au mois de janvier 765. L'empereur régnant est Junnin (淳仁天皇)

## Changement de l'ère
- 757 Tenpyō-hōji gannen (天平宝字元年?)) : Le nom de la nouvelle ère est créé pour marquer un événement ou une suite d'événements. L'ère précédente se termine et la nouvelle commence en Tenpyō-shōhō 9, le 2e jour du 8e mois[2].

## Événements de l'ère Tenpyō-hōji
- 757 (Tenpyō-hōji 1) : La nouvelle ère commence le 2e jour du 8e mois de Tenpyō-shōhō 9[3].
- 758 (Tenpyō-hōji 2) : l'impératrice Kōken abdique en faveur du prince Ōi, fils du prince Toneri (lui-même fils de l'empereur Tenmu), qui devient l'empereur Junnin, à la place du prince Funado qui avait été nommé à ce titre par l'empereur Shōmu.
- 760 (Tenpyō-hōji 4) : Des pièces de monnaie supplémentaires sont mises en circulation; Chaque pièce de cuivre porte les mots Mannen Ten-hō, chaque pièce d'argent les mots Teihei et chaque pièce d'or les mots Kaiki Shōhō[4].
- January 26, 765 (Tenpyō-hōji 9,1re jour du premier mois) : Durant la sixième année du règne de l'empereur Junnin (淳仁天皇6年), l'empereur est déposé par sa mère adoptive (Kōken) à la suite des manœuvres du moine Dōkyō et sa succession (senso) est reprise par celle-ci. Junnin est exilé sur l'île d'Awaji. Peu après, l'impératrice Kōken accède au trône (sokui)[5], désormais sous le nom de Shōtoku.

| Tenpyō-hōji | 1re | 2e  | 3e  | 4e  | 5e  | 6e  | 7e  | 8e  | 9e  |
| Grégorien   | 757 | 758 | 759 | 760 | 761 | 762 | 763 | 764 | 765 |

## Sources
- Appert, Georges et Hiroshi Kinoshita. (1888). Ancien japon. Tokyo: Kokubunsha. OCLC 458497085
- Brown, Delmer M. and Ichirō Ishida, eds. (1979). Gukanshō: The Future and the Past. Berkeley: University of California Press.  (ISBN 0-520-03460-0 et 978-0-520-03460-0); OCLC 251325323
- Nussbaum, Louis-Frédéric and Käthe Roth. (2005). Japan encyclopedia. Cambridge: Harvard University Press.  (ISBN 0-674-01753-6 et 978-0-674-01753-5); OCLC 58053128
- Titsingh, Isaac. (1834). Nihon ōdai ichiran; ou, Annales des empereurs du Japon.  Paris: Royal Asiatic Society, Oriental Translation Fund of Great Britain and Ireland. OCLC 5850691
- H. Paul Varley. (1980). A Chronicle of Gods and Sovereigns: Jinnō Shōtōki of Kitabatake Chikafusa. New York: Columbia University Press.  (ISBN 0231049404 et 9780231049405); OCLC 6042764